# 衡山路站 (上海市)
衡山路站位于中华人民共和国上海市徐汇区介于高安路、永嘉路交叉口至乌鲁木齐南路之间的衡山路，是上海地铁1号线的地铁车站。由上海市隧道设计院设计。车站于1993年7月22日施工期间发生塌方事故，导致周边衡山路259号一幢三层楼的住宅墙体开裂。

## 车站结构

### 楼层分布
| 地面层   | 出入口             | 1-4出入口                        |  |  |
| 地下一层 | 站厅               | 票务服务、自动售票机、人工服务台 |  |  |
| 地下二层 |                    | █ 1号线 往莘庄（徐家汇）         |  |  |
|          | 岛式站台，左侧开门 |                                  |  |  |
|          |                    | █ 1号线 往富锦路（常熟路）       |  |  |

### 站厅
衡山路站站厅位于地下一层，为无柱大跨度、折线拱顶结构，长233米、宽17米。侧墙为双层衬砌结构。站厅南侧设有一副壁画，以上海地铁为主题。

### 站台
衡山路站站台位于地下二层，为无柱单跨折线结构。

## 车站出口
衡山路站共有4个出入口，各出入口如下所示：
| 出口编号            | 出口指示                         | 照片 |
| ------------------- | -------------------------------- | ---- |
| 1 · 出口 · （设有） | 永嘉路，衡山路                   |      |
| 2 · 出口            | 衡山路，高安路                   |      |
| 3 · 出口            | 衡山路                           |      |
| 4 · 出口            | 衡山路，乌鲁木齐南路，国际礼拜堂 |      |
| 图例： 设有         |                                  |      |

## 接驳交通

### 公交
15、49、93、96、167、236、315、320、548、816、824、830、911、920、926、927

## 周边
- 衡山路
- 上海国际礼拜堂